# 奥村正二
奥村 正二（おくむら しょうじ、1913年1月15日 - 没年不詳）は、日本の技術史家。

## 略歴
滋賀県生まれ。1937年九州帝国大学工学部卒業。戦後は神田で弁理士を開業するかたわら、技術史に関する著作をなした。半世紀以上、神田に在住。

## 著書
- 『工作機械発達史』科学主義工業社 1941
- 『特殊歯切カッターの研究』科学主義工業社 1943
- 『製鉄製鋼技術史』伊藤書店 1944
- 『生産技術史』唯物論研究所 (新成唯物論全書) 1948
- 『現代機械技術論 技術復興の方向と現状』白揚社 (現代技術論叢)1949
- 『自動車』1954 岩波新書
- 『世界の自動車』1964 (岩波新書)
- 『パテント入門 ビジネスマンの創意を生かす法』講談社 (ブルーバックス)1966
- 『火縄銃から黒船まで -江戸時代技術史-』1970 (岩波新書)
- 『小判・生糸・和鉄 続江戸時代技術史』1973 (岩波新書)
- 『技術史をみる眼 自動車から京友禅へ』技術と人間 1977
- 『シルクロードと綿 糸と織物の技術史』築地書館 1985
- 『「電気」誕生200年の話』築地書館 1987
- 『戦場パプアニューギニア 太平洋戦争の側面』1993 中公文庫
- 『平賀源内を歩く 江戸の科学を訪ねて』岩波書店 2003

### 翻訳
- J.A.フレミング『近代電気技術発達史』科学主義工業社 1942

## 論文
- <奥村正二